# Иа
Вижте пояснителната страница за други значения на Иа.
Ѝа (на гръцки: Οία) е село на остров Санторини, Цикладски острови, Гърция. Населението му е 665 жители (по данни от 2011 г.). До 2011 година Иа е център на самостоятелна община. На върха на стръмната скала къщичките са вградени в порьозната вулканична скала. Сред тях има много луксозни златарски магазини, невероятни кафенета и ресторанти. Силно впечатление правят църквите със сини куполи.